# Cité de Chabrol
La cité de Chabrol est une voie du 10e arrondissement de Paris, elle faisait partie de l'ancien enclos Saint-Lazare.

## Situation et accès
La cité de Chabrol a un accès sur la rue de Chabrol, entre le 23 et le 27. La seule adresse d’immeuble existant dans ce passage est le 25, cité de Chabrol. La cité se termine, après quarante mètres, sur la cour de la Ferme-Saint-Lazare qui donnait l’accès par l’arrière à la prison des femmes de Saint-Lazare, du XVIIe au XXe siècle, qui deviendra ensuite, en 1930, l’hôpital Saint-Lazare avant de devenir l’actuelle médiathèque Françoise-Sagan en 2015. Les bâtiments donnent sur le square Alban-Satragne. La cour de la Ferme-Saint-Lazare se poursuit vers l’est, parallèlement à la rue de Chabrol, pour déboucher sur le boulevard de Magenta.

## Origine du nom

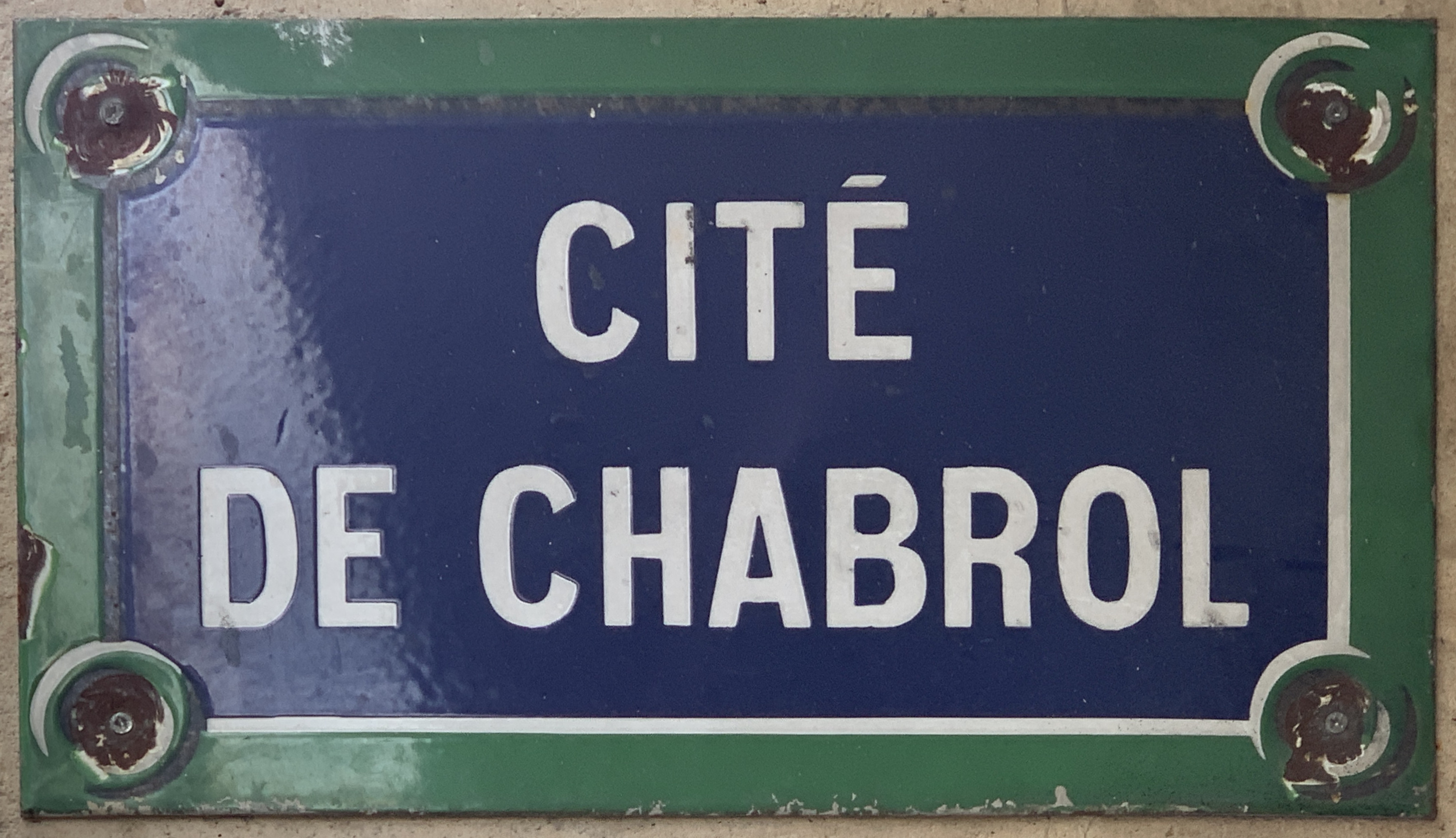
Plaque de la voie.

Elle porte le nom du préfet de la Seine, Gaspard de Chabrol de Volvic (1773-1843), en raison de sa proximité avec la rue éponyme.

## Historique
Cette voie ouverte en 1835, sur une partie de l'ancienne ferme Saint-Lazare, est nommée « grille de la Cour » sur les anciens plans du cadastre d'avant 1860.